# Husrav I.
Husrav I. (řecky Chosroés) byl perský velkokrál z rodu Sásánovců panující v letech 531–579. Byl třetím synem krále Kaváda I., jeho bratři se jmenovali Kavus a Zám. V perské tradici je Husrav znám pod přídomkem Anóšarván, což znamená „s nesmrtelnou duší“ či volně přeloženo „jehož sláva je nepomíjející“.
Za Husravovy vlády zažila sásánovská říše, jež koncem 5. století prošla vážnou krizí, nebývalý politický a kulturní vzestup, což se odrazilo i v četných legendách Orientu. Král sám byl vzdělaný, nábožensky tolerantní muž, nadaný vojevůdce i energický reformátor. Lze ho označit za důstojného protihráče jiného významného panovníka té doby – byzantského císaře Justiniána I. (527–565). O Husravově věhlasu svědčí i to, že jeho jméno je ve tvaru Kisrá dodnes používáno v arabštině jako označení pro krále, podobně jako je výraz císař odvozen z osobního jména Gaia Iulia Caesara.

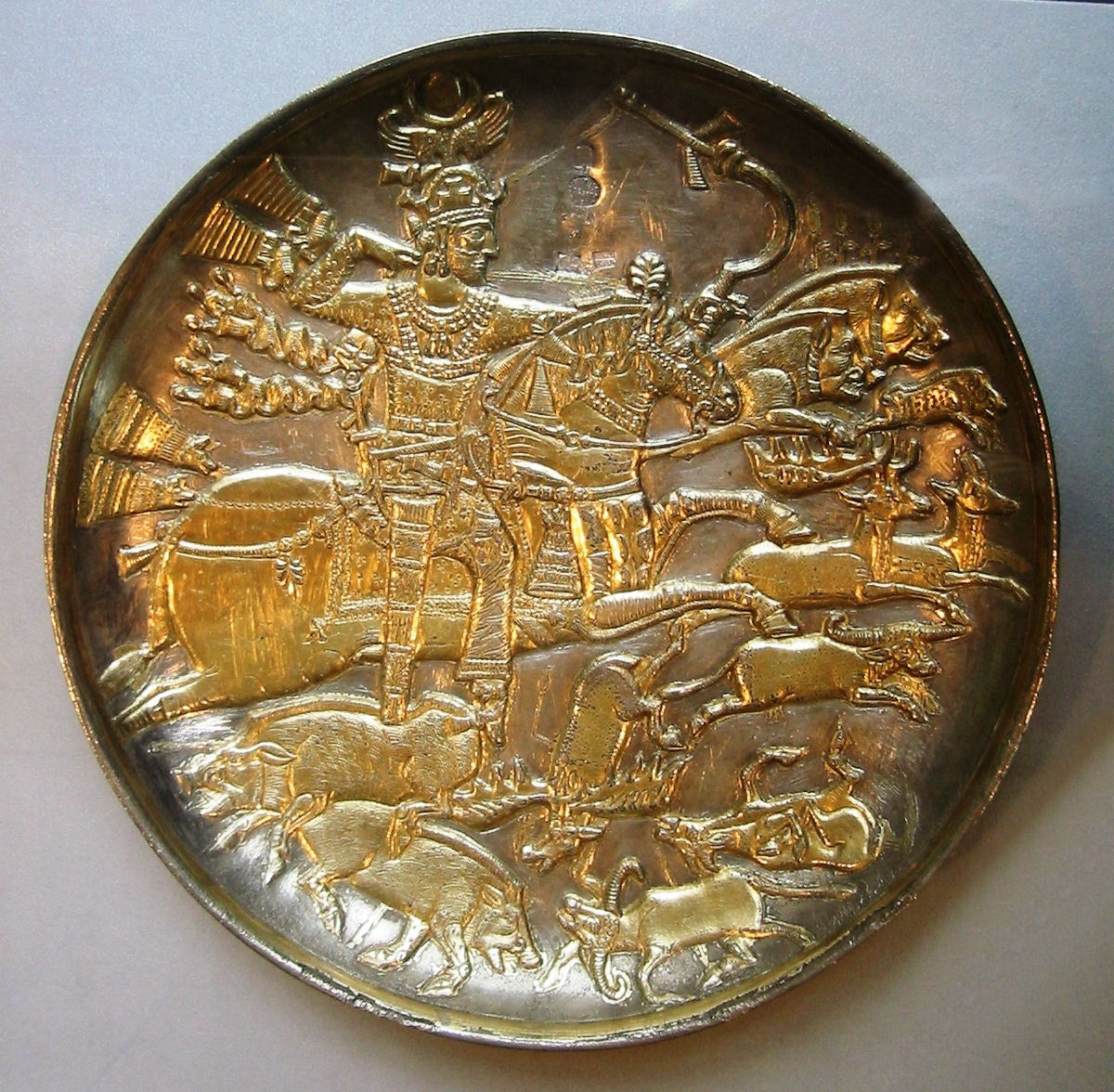
Král Husrav I. na lovu

## Zahraniční politika
Husrav se v pramenech poprvé objevuje v letech 522/523, kdy se mu král Kavád pokusil neobvyklým způsobem zajistit následnictví – garantem se měla stát Byzanc a prostředkem adopce císařem Justinem I., jemuž bylo navrženo definitivní řešení všech problémů mezi oběma státy. Kavád, který zjevně preferoval Husrava před staršími syny, patrně doufal, že za takových okolností bude císař nucen zasáhnout do poměrů v Persii v případě dynastických sporů. Avšak jeho kalkulace nevyšla, neboť Byzantinci žádost odmítli. Přesto Husrav v roce 531 celkem bez problémů převzal vládu v říši, ačkoli s nároky na trůn zpočátku vystupoval i jeho bratr Kavus, nejstarší z princů.

### Války s Byzancí
Východní Římané a Sásánovci se roku 531 nacházeli již několik let ve válečném stavu (zhruba od roku 527 nebo 528). Šlo především o to, že Peršané činili pokusy prosazovat zarathuštrismus v dnešní Gruzii, svém vazalském státě, který byl převážně obydlen křesťany. I když boje probíhaly se střídavým štěstím a tedy v podstatě nerozhodně, nakonec se pro smírné řešení rozhodl roku 532 Husrav, protože potřeboval upevnit svoji vládu uvnitř. Tzv. „věčný mír“ s císařem Justiniánem mu vynesl velkou jednorázovou částku ve zlatě, která byla pro říši více než vítaná. Zároveň Husrav potlačil pokus o uzurpaci zosnovaný svým synovcem Kavádem, synem Zámovým.
Jak se ukázalo, věčný mír s Konstantinopolí vydržel přesně osm let. Porušil ho roku 540 Husrav, který si jako záminku vzal nevyřešené hraniční spory mezi římskými a perskými arabskými vazaly (Ghasánovci a Lachmovci). Do karet mu nahrával fakt, že Byzantinci byli vojensky vázáni v Itálii, kde probíhala zdlouhavá válka s Ostrogóty, a že perskou říši v dané době nikdo z tradičních nepřátel neohrožoval – to se týkalo především Hefthalitů na východě. Bez významu nebyly ani královy úspěšné reformy ve třicátých letech, které jeho říši propůjčily mnohem větší stabilitu, než tomu bylo za panování Kaváda I.
Válka zpočátku probíhala plně pod taktovkou Husrava. Sásánovská vojska vpadla do Sýrie, dobyla její metropoli Antiochii nad Orontem a donutila byzantského vojevůdce Germana, bratrance Justiniánova, k ústupu. Pro obyvatele Středomoří znamenal pád Antiochie, jednoho z nejvýznamnějších měst Byzance, šok, zvlášť když Peršané deportovali většinu zdejších obyvatel do Mezopotámie (byli usídleni v nově založeném městě Veh-Antiok-Husrav, jehož jméno znamená „Lepší než Antiochie je město Husravovo“). Perský král poté přijal od několika dalších měst výkupné a stáhl se zpátky za Eufrat, aniž by utrpěl výraznější ztráty. V příštích letech se situace na byzantsko-perském pomezí opět stabilizovala. Byzantinci zabránili roku 544 dobytí důležité Edessy a také boje na Kavkaze nevedly k jednoznačnému výsledku – roku 545 bylo proto uzavřeno příměří na pět let.
Toto vyústění se v krátké době stalo zdrojem nového napětí, neboť Byzantinci tlačili na krále, aby s nimi uzavřel řádnou mírovou smlouvu a on to vytrvale odmítal. Již roku 548 se opět rozhořely vleklé boje, tentokrát především na Kavkaze, kam Justinián vyslal silný oddíl vojska. Celých devět let trvalo, než byly válečné operace zase přerušeny, a vlastní mírovou smlouvu se podařilo uzavřít teprve roku 561 (padesátiletý mír). Husrav se vzdal oblasti Laziky u Černého moře a získal za to od Byzantinců roční platbu ve výši 30 000 solidů. Avšak již po jedenácti letech se dohoda stala mrtvou literou: roku 572 vpadla byzantská vojska na perské území a v době Husravovy smrti (579) se obě říše stále ještě nacházely ve válečném stavu.

### Vyvrácení říše Hefthalitů
Z dalších Husravových zahraničněpolitických aktivit je třeba zmínit podrobení říše Hefthalitů, dávného protivníka Persie, kolem roku 560. Došlo k němu ve spojení s tureckým vládcem Istämim, ovládajícím území mezi řekou Amudarja a Kaspickým mořem. Dobyté državy si Turci a Peršané rozdělili tak, že prostor jižně od Amudarji připadl Husravovi, zatímco zbytek získal Istämi. Z dlouhodobého hlediska se poměr sil na východě sásánovské říše příliš nezměnil, jen místo Hefthalitů museli perští králové v budoucnu zápasit s Turky.

### Ovládnutí Jemenu
Roku 570 zasáhl Husrav též do poměrů v jižní Arábii, stojící již zhruba půl století pod etiopským vlivem. Záminkou k intervenci se stalo povstání arabských předáků proti Etiopcům a výsledkem bylo zřízení vazalského státu v oblasti dnešního Jemenu. Peršané celý prostor kontrolovali až do dob islámské expanze v 7. století.

## Vnitřní politika
V oblasti vnitřní politiky si Husrav I. vytkl za cíl dva úkoly: důkladnou daňovou reformu, s níž započal již jeho otec, a vytvoření loajální vojensko-úřednické šlechty, která by byla spolehlivější oporou vlády než dřívější vrtkavá feudalita.

### Daňová reforma

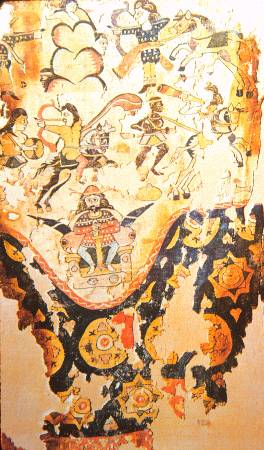
Husrav I. na soudobé textilii

Hospodářství sásánovského státu spočívalo stejně jako v jiných starověkých společnostech především na zemědělství. Až do 6. století se daně vybíraly podle nahrubo odhadované úrody, a královská pokladna tak musela počítat s rok od roku se měnícími příjmy. Pokud chtělo centrum dosáhnout stabilnějšího výběru daní, bylo nutné zjistit veškerý zdanitelný majetek v říši a stanovit jednotný systém poplatků, zahrnující jednotlivé komodity. A právě k tomu přistoupil perský dvůr v druhé a třetí dekádě 6. století.
Poprvé v historii byla přesně vyměřena půda a určena daň z hlavy, kterou museli platit všichni kromě šlechticů, mágů, vojáků, nezletilých a starců. Z každého garíbu (plochy 60 × 60 loket) osetého obilovinami se odevzdával 1 dirham státu, v případě vinné révy to bylo 8 dirhamů, za vojtěšku 7 dirhamů, za datlové palmy 1 dirham atd. Daň z hlavy se pohybovala podle výše majetku mezi 4 až 12 dirhamy za osobu, platilo se ve čtyřměsíčních splátkách. Tímto způsobem získal Husrav mnohem více prostředků než předchozí perští králové, a mohl tak financovat nejen nákladné válečné podniky, ale také odškodňovat osoby, postižené mazdakovskými nepokoji z konce 5. století.

### Šlechta a vojsko
Během sociálních nepokojů podnícených Mazdakem zahynulo mnoho šlechticů a daleko většímu počtu byl zcela rozchvácen majetek. Husravovou snahou bylo vlastnické poměry v říši opět urovnat, avšak na novém základě. Ze šlechtických synků, kteří přišli o rodiče či majetek, chtěl vytvořit pevnou oporu své vlády, vrstvu, jež by mu byla osobně zavázána. Pro mladé aristokraty to znamenalo, že je král oficiálně adoptoval a přislíbil, že se postará o jejich zabezpečení. Drobným šlechticům se dostalo koní i zbroje, povolení vstoupit do královské gardy a pravidelného žoldu. Postupem doby se konstituovalo nejen loajální dvořanstvo, na něž se Husrav mohl spolehnout v oblasti správy a vedení ústředních úřadů, ale i nový důstojnický sbor v armádě.
Perskou říši král rozdělil do čtyř vojenských okruhů v čele s veliteli, z nichž největší odpovědnost připadla západnímu a východnímu, neboť zde bylo nutno nejspíše počítat s útočníky. Taková koncentrace moci v rukou jen několika málo činitelů byla nebezpečná, neboť se vytvářely podmínky pro rebelii. To se však plně projevilo až po Husravově smrti.

## Kultura
Z kulturního hlediska zažila Persie za Husravovy vlády všestranný rozkvět a pověst krále jako příznivce umění a filozofie pronikla tehdy hluboko na západ. Známý je případ sedmi novoplatónských filozofů hledajících azyl u perského dvora, poté co císař Justinián nařídil zavřít athénskou akademii jako poslední centrum pohanství. Jeden z nich, Priskianos, sepsal dokonce spis s názvem Odpovědi filozofa Priskiana na otázky perského krále Chosroa. I když se Řekové nakonec vrátili domů, Husrav se o jejich osud nadále zajímal a v rámci mírových jednání v roce 532 se zasazoval u císaře o jejich beztrestnost.
Husravovi samotnému je připisováno středopersky psané Mravní naučení Husrava, syna Kavádova a také slavná Kniha činů, dochovaná v arabské kronice Ibn Miskavajha. Zde král mimo jiné praví, že studoval „životopisy Římanů a Indů“ a vybral si z nich, co bylo prospěšné. Že v sásánovském státě skutečně působily rozličné vlivy – západní, východní i domácí íránské – dokazuje také soudobá architektura, kombinující rozličné dekorativní prvky.

## Hodnocení
Husrav I. je považován za jednoho z nejvýznamnějších panovníků pozdní antiky. Dovedl sásánovský stát na vrchol moci, ovšem za cenu dlouholetých válek, které zemi značně vyčerpaly. Svou angažovaností na západě, jihu a východě značně přecenil možnosti a zdroje Persie. Podařilo se mu sice upevnit pozici ústřední vlády, ale tento úspěch se ukázal jako přechodný – jeho „nová šlechta“ postupně splynula se starou. Již na konci jeho dlouhé vlády se začaly zřetelně ukazovat první příznaky krize. Přesto je Husrav I. asi nejslavnějším sásánovským panovníkem, vzorem spravedlivého a řádného vládce, mužem, o němž se vyprávěly četné pověsti hluboko do středověku.